# Colori
Colori (acronyme de Code, logique et Montessori) est une entreprise française créée en 2018. Elle vise à initier les enfants, dès 3 ans, à la technologie, au code et à la logique informatique, sans aucun écran.

## Histoire

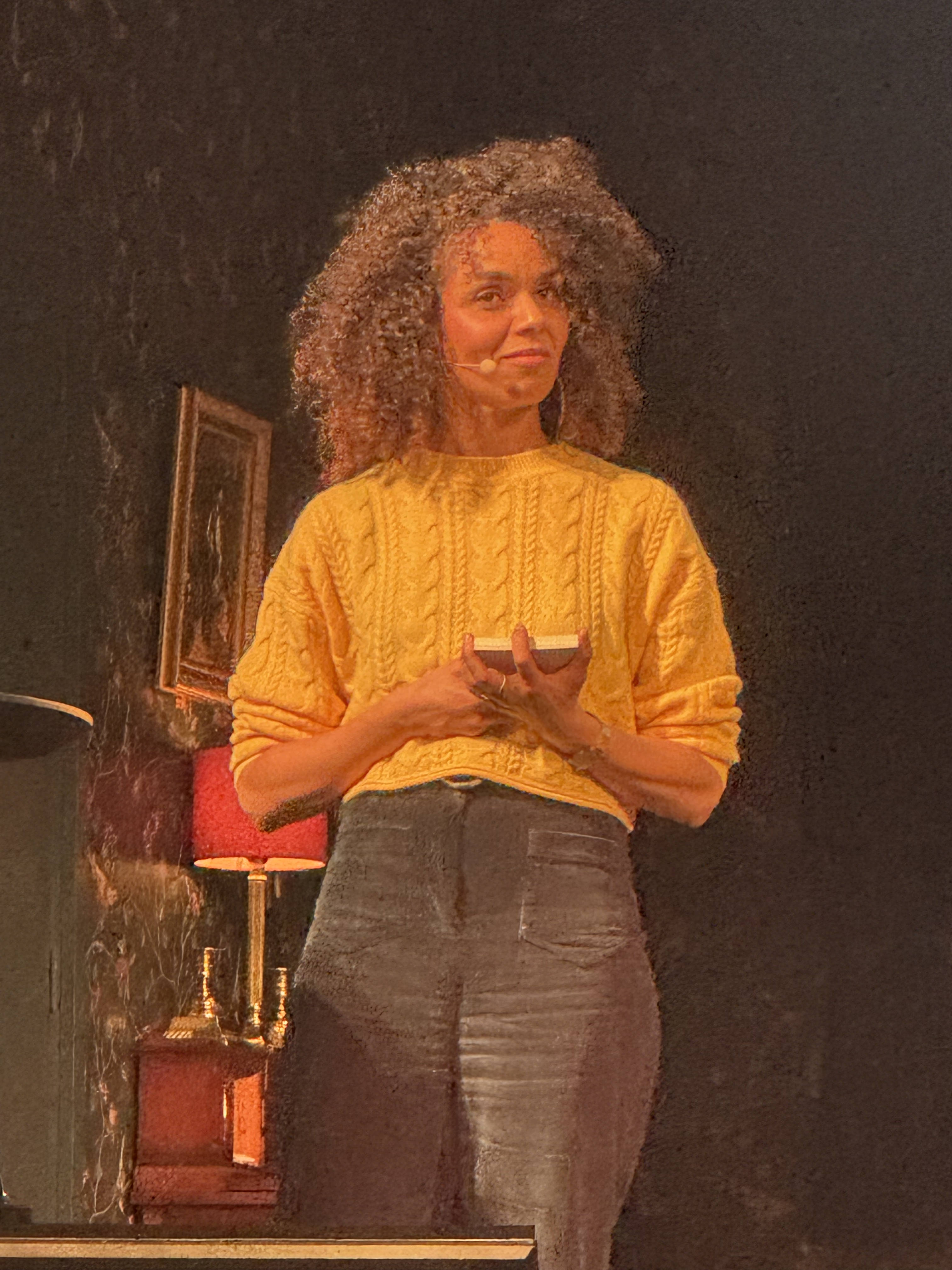
Amélia Matar présentant Colori au Tech.Rocks Summit Paris 2024

Créée en 2018 par Amélia Matar, Colori est une entreprise de l'économie sociale et solidaire. Elle obtient l’agrément « Entreprise solidaire d'utilité sociale » (ESUS) en 2022.
Proposant initialement des activités pour les enfants de maternelle (de 3 à 6 ans), l'entreprise développe par la suite des activités destinées aux élèves de primaire ainsi qu'aux collégiens.
En 2023, Colori lance la fresque des écrans, un atelier participatif sur le modèle de la fresque du climat, qui propose de mener une réflexion sur les usages du numérique (économie de l'attention, polarisation des opinions, le cyberharcèlement...) en se fondant sur l'intelligence collective.
En 2024, 20 000 enfants ont été initiés à la méthode Colori à travers des ateliers.

## Activité
Inspirée de la pédagogie Montesssori, la méthode et le matériel développés par Colori visent à initier les enfants au numérique sans jamais leur montrer un seul écran. Ils peuvent ainsi apprendre à créer des algorithmes, à programmer un robot ou encore à coder en système binaire.
Colori propose des ateliers réguliers dans les écoles sur le temps périscolaire, principalement en région parisienne, menés par une équipe de 30 animateurs. Colori intervient également dans les médiathèques et les accueils de loisirs en proposant des ateliers ponctuels.
La société dispense aussi des formations auprès des parents, des animateurs et des enseignants.